# Liste des maires de Montmorillon
Cet article dresse une liste par ordre de mandat des maires de Montmorillon.

## Liste des maires

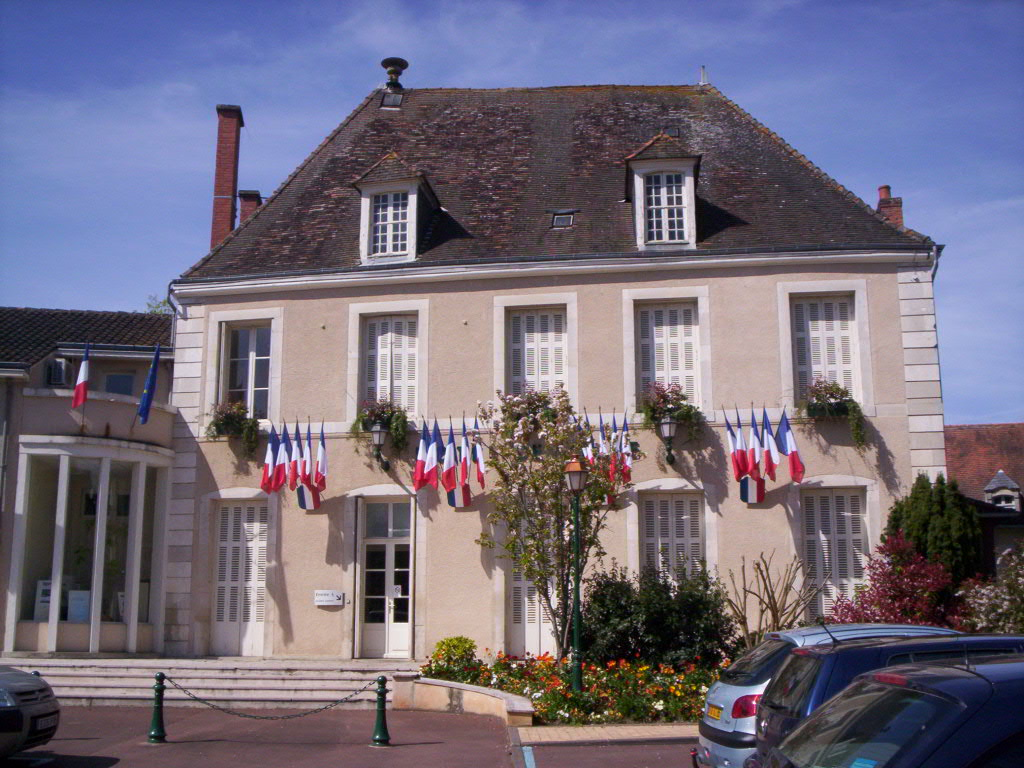
L'hôtel de ville de Montmorillon.

| Période                                  | Période         | Identité                                        | Étiquette | Qualité                                                                                      |
| ---------------------------------------- | --------------- | ----------------------------------------------- | --------- | -------------------------------------------------------------------------------------------- |
| Les données manquantes sont à compléter. |                 |                                                 |           |                                                                                              |
| 1794                                     | 1794            | Nicolas, Louis, Sylvain Estourneau de Tersannes |           |                                                                                              |
| Les données manquantes sont à compléter. |                 |                                                 |           |                                                                                              |
| 1813                                     | 1814            | Jean-Edmond Taveau                              |           |                                                                                              |
| Les données manquantes sont à compléter. |                 |                                                 |           |                                                                                              |
| 1829                                     | 1838            | Antoine Butaud                                  |           |                                                                                              |
| Les données manquantes sont à compléter. |                 |                                                 |           |                                                                                              |
| 1844                                     | 6 mars 1848     | Jules Butaud                                    |           |                                                                                              |
| 28 mars 1848                             | 24 octobre 1852 | François Normand                                |           |                                                                                              |
| 31 octobre 1852                          | 21 mai 1859     | Marc Jérôme Cherbonnier                         |           |                                                                                              |
| 15 juillet 1859                          | 1870            | Charles Nouveau-Dupin                           |           | Chevalier de la Légion d'honneur                                                             |
| 19 septembre 1870                        | 24 février 1871 | Honoré Mathieu Ducoudray                        |           | Maire provisoire                                                                             |
| 26 février 1871                          | 11 avril 1871   | Louis Bonnet                                    |           | Maire provisoire                                                                             |
| 1871                                     | 1878            | Charles Nouveau-Dupin                           |           | Conseiller général Chevalier de la Légion d'honneur                                          |
| 1879                                     | 1885            | Auguste Delagrave                               |           |                                                                                              |
| Les données manquantes sont à compléter. |                 |                                                 |           |                                                                                              |
| 1901                                     | 1913            | Albert Guillemin de Monplanet                   |           | Conseiller général                                                                           |
| Les données manquantes sont à compléter. |                 |                                                 |           |                                                                                              |
| 1935                                     |                 | Georges Pironnet                                |           |                                                                                              |
| 1941                                     |                 | Léon Pineau                                     |           | Nommé par Vichy                                                                              |
| Les données manquantes sont à compléter. |                 |                                                 |           |                                                                                              |
| 3 octobre 1952                           | 1977            | Jean-Marie Bouloux                              |           | Conseiller général Sénateur                                                                  |
| mars 1977                                | mars 1989       | Jean Bertrand                                   |           |                                                                                              |
| mars 1989                                | juin 1995       | Philippe Charpentier                            | PS        | Professeur de dessin industriel Conseiller municipal Conseiller régional de Poitou-Charentes |
| juin 1995                                | 9 mars 2008     | Guillaume de Russé                              | UMP       | Vice-président du Conseil général Conseiller départemental de Montmorillon,                  |
| 9 mars 2008                              | 20 janvier 2018 | Yves Bouloux                                    | DVD       | 1er adjoint au maire (1995-2008) Conseiller régional de Poitou-Charentes Sénateur            |
| 20 janvier 2018,                         | 23 mai 2020     | Ernest Colin                                    | DVD       | Ingénieur 1er adjoint au maire (2008-2018)                                                   |
| 23 mai 2020                              | En cours        | Bernard Blanchet                                | DVG       |                                                                                              |